# Julian Symons
Julian Symons (Londra, 30 maggio 1912 – Kent, 23 novembre 1994) è stato uno scrittore, critico letterario e poeta britannico.
Dal suo romanzo The Man Who Killed Himself del 1967 è stato tratto il film Arthur! Arthur! del 1969.

## Opere

### Romanzi
- The Immaterial Murder Case (1945)
- A Man Called Jones (1947)
- Bland Beginning (1949)
  - I falsi di Amberside, I Classici del Giallo Mondadori n. 497, 1986
- The Thirty-First of February (1950)
  - Il 31 febbraio, I Classici del Giallo Mondadori, 2014
- The Broken Penny (1953)
- The Narrowing Circle (1954)
- The Paper Chase (1956) (alias Bogue's Fortune)
- The Colour of Murder (1957) (vincitore nel 1957 del Gold Dagger Award)
  - Un quadrato di seta nera
- The Gigantic Shadow (1958) (alias The Pipe Dream)
- The Progress of a Crime (1960) (vincitore nel 1961 dell'Edgar Award)
- The Killing of Francie Lake (1962) (alias The Plain Man)
- The End of Solomon Grundy (1964)
- The Belting Inheritance (1965)
- The Man Who Killed Himself (1967)
- The Man Whose Dreams Came True (1968)
- The Man Who Lost His Wife (1970)
- The Players and the Game (1972)
- The Plot Against Roger Rider (1973)
- A Three-Pipe Problem (1975)
- The Blackheath Poisonings (1978)
  - False verità, I Classici del Giallo Mondadori n. 704, 1994
- Sweet Adelaide (1980)
- The Detling Murders (1982) (alias The Detling Secret)
- The Name of Annabel Lee (1983)
- The Criminal Comedy of the Contented Couple (1985)
- The Kentish Manor Murders (1988)
- Death's Darkest Face (1990)
- Something Like a Love Affair (1992)
- Playing Happy Families (1994)
  - La famiglia felice, Il Giallo Mondadori n. 2508, 1997
- A Sort of Virtue: A Political Crime Novel (1996)

### Racconti
- Murder! Murder! (1961)
- Francis Quarles Investigates (1965)
- How to Trap a Crook (1977)
- Great Detectives - Seven Original Investigations (1981)
- The Tigers of Subtopia (1982)
- Did Sherlock Holmes Meet Hercule... (1988)
- The Man Who Hated Television (1995)
- A Julian Symons Sherlockian Duet (2000)
- The Detections of Francis Quarles (2006)